# Elis Zimdahl

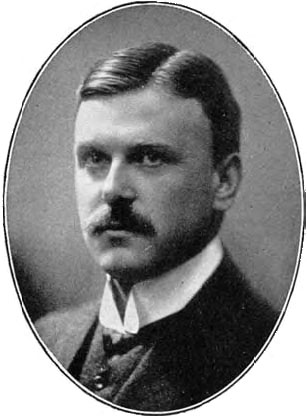
Elis Zimdahl

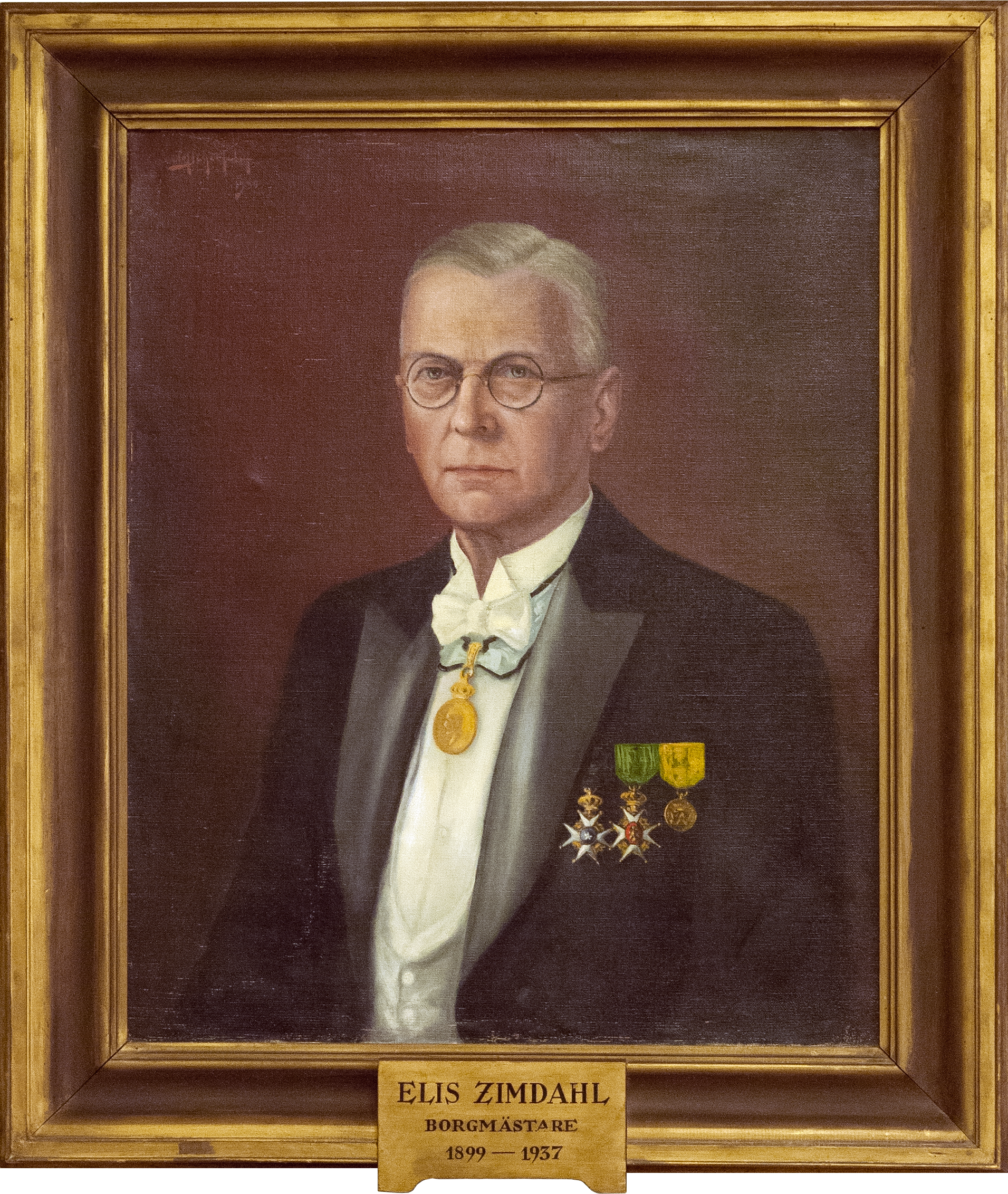
Elis Zimdahl, porträtt av Olof Lagerfeldt.

Per Elis Zimdahl, född 4 oktober 1867 i Hille församling, nuvarande Gävle kommun, död 20 december 1955 i Oscars församling, Stockholm, var en svensk jurist och borgmästare i Alingsås.
Elis Zimdahls far Per Zimdahl var folkskollärare, kantor och riksdagsman, modern var Hulda Maria Ekblad. Elis var äldst i en barnaskara på fyra.
Efter att ha tagit studenten vid Gävle högre allmänna läroverk den 23 maj 1885 bedrev Zimdahl juridiska studier, först i Uppsala inskriven på Gästrike-Hälsinge nation och sedan i Lund där han avlade examen till rikets rättegångsverk 18 december 1892. Han arbetade därefter som notarie i Skellefteå.
Han utnämndes till borgmästare i Alingsås och tillträdde där den 22 september 1899 och innehade tjänsten till pensionen den 31 december 1937. Från 1901 var han även landstingsman för staden och lyckades därigenom få länslasarettet förlagt till Alingsås, vilket invigdes 1910.
Zimdahl var gift med danskan Nancy Augusta Maria Beck, och hade med henne barnen Helge, född 1903, och Ragni.

## Utmärkelser
- Riddare av Nordstjärneorden (1931).[1]
- Riddare av Vasaorden (1911).[2]
- Svenska sparbanksföreningens stora guldmedalj.[3]
- Västgöta-Dals skytteförbunds guldmedalj.[3]